# Mystriophis rostellatus
Mystriophis rostellatus är en fiskart som först beskrevs av Richardson, 1848.  Mystriophis rostellatus ingår i släktet Mystriophis och familjen Ophichthidae. Inga underarter finns listade i Catalogue of Life.